# Open-E DSS V6
Open-E Data Storage Software V6 (DSS V6) to kompletny system operacyjny klasy korporacyjnej stworzony do zarządzania pamięciami masowymi, łączący w sobie funkcjonalność NAS, iSCSI, InfiniBand oraz Fibre Channel (SAN). 

## Wersja darmowa
Open-E Data Storage Software V6 Lite (DSS V6 Lite) to system operacyjny przeznaczony do zarządzania pamięciami masowymi, łączący w sobie funkcjonalność NAS oraz iSCSI. Został stworzony w oparciu o komercyjną wersję Open-E DSS V6, z myślą o użytkownikach domowych. Funkcjonuje jako wersja darmowa.

## Wymagania sprzętowe
- kompatybilność z architekturą x86
- 2 GB RAM (zalecane 4 GB)
- procesor (1 GHz lub szybszy)
- HDD (SATA, SAS, SCSI, ATA) / RAID / Fibre Channel / iSCSI Storage
- Network Interface Card (1Gb/s multi-cards 1Gb/s)